# تپه سه کوز
تپه سه کوز مربوط به عصر مفرغ ـ دوره اشکانی است و در شهرستان دهلران، بخش موسیان، ۵ کیلومتری جنوب شرقی بخش موسیان واقع شده و این اثر در تاریخ ۳۰ دی ۱۳۸۵ با شمارهٔ ثبت ۱۶۹۱۰ به عنوان یکی از آثار ملی ایران به ثبت رسیده است.